# Sumitro Djojohadikusumo

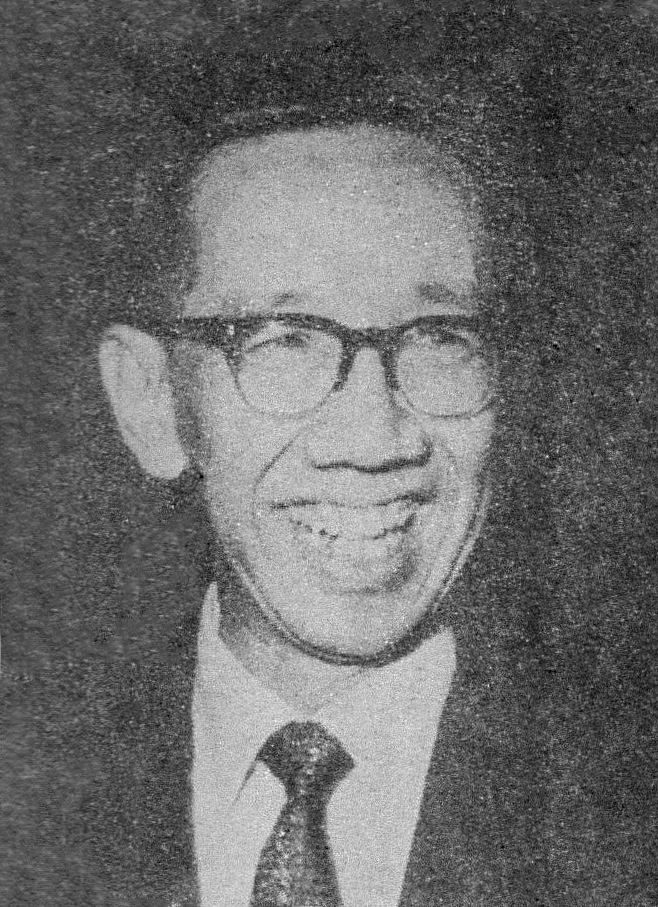
Soemitro Djojohadikusumo (28. März 1973)

Sumitro Djojohadikusumo (Alternativname: Soemitro Djojohadikusumo; * 29. Mai 1917 in Kebumen, Niederländisch-Indien, heute: Jawa Tengah; † 9. März 2001 in Jakarta) war ein indonesischer Wirtschaftswissenschaftler, Hochschullehrer und Politiker, der unter anderem während der Amtszeit von Staatspräsident Sukarno zwischen 1950 und 1951 Minister für Handel und Industrie sowie von 1952 bis 1953 und erneut von 1955 bis 1956 Finanzminister war. Nachdem er 1958 Handelsminister einer revolutionären Rebellenregierung war, musste er aus Indonesien fliehen und lebte bis 1967 im Exil. Nach seiner Rückkehr war er während der Amtszeit von Staatspräsident Suharto zwischen 1968 und 1973 zunächst Handelsminister sowie daraufhin von 1973 bis 1978 Staatsminister für Forschung.

## Leben
Sumitro Djojohadikusumo war der Sohn von Raden Mas Margono Djojohadikusumo (1894–1978), der 1945 Vorsitzender des Obersten Beirates DPA (Dewan Pertimbangan Agung) sowie zwischen 1946 und 1953 Direktor der Bank Negara IndonesiaBNI war, und dessen Ehefrau Siti Katoemi Wirodihardjo. Seine beiden jüngeren Brüder Soebianto Djojohadikoesoemo (1924–1946) und Soejono Djojohadikoesoemo (1929–1946) kamen bei der Schlacht von Lengkong am 25. Januar 1946 ums Leben. Er selbst besuchte während der niederländischen Kolonialzeit die Grundschule HIS (Hollandsch-Inlandsche School) sowie die Mittelschule MULO (Meer Uitgebreid Lager Onderwijs). Daraufhin absolvierte er zwischen 1934 und 1938 ein Studium der Wirtschaftswissenschaften an der Sorbonne, der Universität von Paris. Zwischen 1938 und 1939 schloss er sich in Frankreich einer sozialistischen Gruppe an und lernte Persönlichkeiten wie André Malraux, Jawaharlal Nehru, Henri Bergson und Henri Cartier-Bresson kennen. Er setzte das Studium an der Niederländischen Hochschule für Wirtschaft NEH (Nederlandse Economische Hogeschool) in Rotterdam fort und schloss dieses 1940 mit einem Bachelor ab. Er erwarb 1942 einen Doktor der Wirtschaftswissenschaft und wurde nach seiner Rückkehr und der Unabhängigkeit Indonesiens zunächst 1946 Assistent im Stab von Premierminister Sutan Syahrir. Danach übernahm er 1947 den Posten als Geschäftsführender Direktor der Indonesian Banking Corporation, die später verstaatlicht wurde. Er war zwischen 1948 und 1949 Stellvertreter des Leiters der Mission bei den Vereinten Nationen und beim UN-Sicherheitsrat Lambertus Nicodemus Palar und gehörte vom 23. August bis zum 2. November 1949 auch der Delegation bei der Niederländisch-Indonesischen Konferenz des Runden Tisches (Konferensi Meja Bunda) in Den Haag an, ein Treffen zwischen Vertretern der Republik Indonesien, der Niederlande und der Föderalen Beratenden Versammlung BFO/MPF (Bijeenkomst voor Federaal Overleg/Majelis Permusyawaratan Federal), das die verschiedenen von den Niederländern im indonesischen Archipel geschaffenen Staaten repräsentierte.

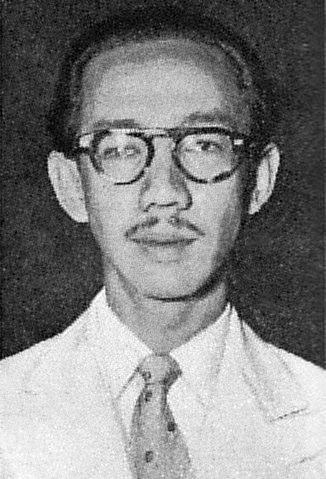
Sumitro Djojohadikusumo (1954)

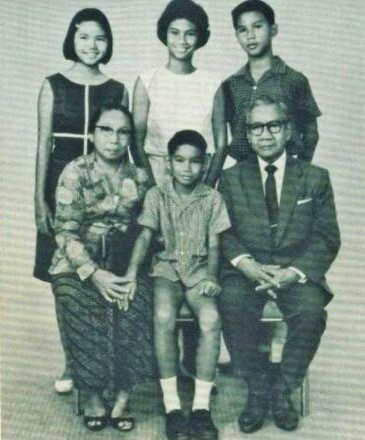
Raden Mas Margono Djojohadikusumo mit seiner Ehefrau und den vier Enkelkindern (1963).

Nachdem Sumitro 1950 kurze Zeit Geschäftsträger der Botschaft in den USA war, bekleidete er während der Amtszeit von Präsident Suharto (1945 bis 1967) im Kabinett Natsir zwischen dem 6. September 1950 und dem 27. April 1951 das Amt als Minister für Handel und Industrie (Menteri Perdagangan & Perindustrian). Nach seinem Ausscheiden aus der Regierung übernahm er 1951 eine Professur für Wirtschaftswissenschaften an der Universität Indonesia UI, an der er mit Unterbrechungen bis zu seinem Tode 2001 lehrte.  Im Kabinett Wilopo fungierte er zwischen dem 3. April 1952 und dem 30. Juli 1953 zum ersten Mal als Finanzminister (Menteri Keuangan). Das Amt des Finanzministers übernahm er erneut vom 12. August 1955 bis zum 24. März 1956 im Kabinett Burhanuddin Harahap.
1958 schloss sich Sumitro Djojohadikusumo der von der Rebellenbewegung Kampf des universellen Volkes PERMESTA (Perjuangan Rakyat Semesta) gegründeten Revolutionären Regierung der Republik Indonesien PRRI (Pemerintahan Revolusioner Republik Indonesia) und fungierte kurzzeitig als Handelsminister. Bereits 1958 ging er ins Exil und arbeitete bis 1967 als Wirtschaftsberater in Malaysia, Hongkong, Thailand, Frankreich und der Schweiz.
Nach dem Sturz von Präsident Sukarno kehrte Sumitro 1967 nach Indonesien zurück und wurde am 6. August 1968 im Ersten Entwicklungskabinett (Kabinett Pembangunan I) von Präsident Sukarno zum Handelsminister (Menteri Perdagangan) ernannt. Er bekleidete dieses Amt bis zum 28. März 1973. Im darauf folgenden Zweiten Entwicklungskabinett (Kabinett Pembangunan II) bekleidete er vom 28. März 1973 bis zum 29. März 1978 das Amt als Staatsminister für Forschung (Menteri Negara Riset).
Nach seinem Ausscheiden aus der Regierung 1978 engagierte sich Sumitro Djojohadikusumo aktiv für das 1971 gegründete Institut für Wirtschafts- und Sozialforschung, Bildung und Information LP3ES (Lembaga Penelitian, Pendidikan dan Penerangan Ekonomi dan Sosial) und war als Wirtschaftsberater der Indoconsult sowie der Aktiengesellschaft Perseroan Terbatas PT Redecon tätig. 1982 wurde er Generalvorsitzender der Beamtengenossenschaft IKPN (Induk Koperasi Pegawai Negeri). Er war zudem von 1985 bis 1990 Vorsitzender des Kuratoriums der Universitas Mertju Buana und wurde 1986 Mitglied des Aufsichtsrates der PT Bank Pembangunan Asia.
Aus seiner am 7. Januar 1947 geschlossenen Ehe mit Dora Marie Sigar (1921–2008) gingen die Kinder: Biantiningsih Djiwandono, Maryani Le Maistre, Prabowo Subianto und Hashim Suyono Djojohadikusumo hervor. Die älteste Tochter Biantiningsih Djiwandono war mit Sudrajad Djiwandono (* 1938) verheiratet, der unter anderem zwischen 1993 und 1998 Gouverneur der Zentralbank BI (Bank Sentral Republik Indonesia) war. Der ältere Sohn Prabowo Subianto (* 1951) war General der Streitkräfte Indonesiens und ist seit 2019 Verteidigungsminister (Menteri Pertahanan) im Kabinett Widodo II. Der jüngere Sohn Hashim Djojohadikusumo (* 1954) ist als Unternehmer und Inhaber der Arsari Group tätig.

## Veröffentlichungen
- Soal Bank di Indonesia, 1946
- Persoalan ekonomi di Indonesia, Jakarta 1953
- Keuangan Negara dan Pembangunan, 1954
- Pelaksanaan rentjana perindustrian pemerintah, Jakarta 1954
- Ekonomi Pembangunan, 1955
- Kebijaksanaan di Bidang Ekonomi Perdagangan, 1972
- Masaalah penduduk dan lapangan kerja pertumbuhan ekonomi dan perdagangan internasional, Jakarta 1973
- Aspek ekonomi dan politik sekiar masalah ekologi dan lingkungan hidup, Jakarta 1974
- Pola pengembangan enersi : tinjauan jangka panjang, Jakarta 1974
- Indonesia dalam Perkembangan Dunia Kini dan Masa Datang, 1976
- Pendidikan dan kesempatan kerja, Jakarta 1981
- Trilogi Pembangunan dan Ekonomi Pancasila, 1985
- Pembangunan ekonomi Indonesia. Kuliah perdana di Universitas Terbuka, Jakarta 1985
- Perdagangan dan Industri dalam Pembangunan, 1986
- Kredit rakyat di masa depresi, Jakarta 1989
- Perkembangan ekonomi Indonesia selama empat tahap Pelita, 1969/1970–1988/1989, Jakarta 1989
- Jejak Perlawanan Begawan Pejuang, Pustaka Sinar Harapan, 2000

in englischer Sprache
- Facing the situation, 1952
- Malaysia and Singapore, together with seminar transcript and appendixes, Melbourne 1968
- The political economy of Asean resources, Jakarta 1974
- Indonesia towards the year 2000, Institute for Economic and Social Survey Economic Faculty, University of Indonesia, Jakarta 1975
- Science, resources, and development : selected essays, Jakarta 1977
- Structure, performance, and prospects of the Indonesian economy, Jakarta 1980

in niederländischer Sprache
- Het volkscredietwezen in de depressie, Haarlem 1943

## Auszeichnungen
Für seine langjährigen Verdienste wurde er mehrfach ausgezeichnet und erhielt unter anderem:
- Bintang Mahaputera Adipradana (Mahaputera Adipradana-Stern) – 1973[14]
- Darjah Yang Mulia Pangkuan Negara von Malaysia (1977)
- Weißer Elefantenorden von Thailand (Erster Klasse)
- Kronenorden von Belgien (Großkreuz)
- Orden der Republik von Tunesien (Großoffizier, 1992)